# 大珀尼茨湖

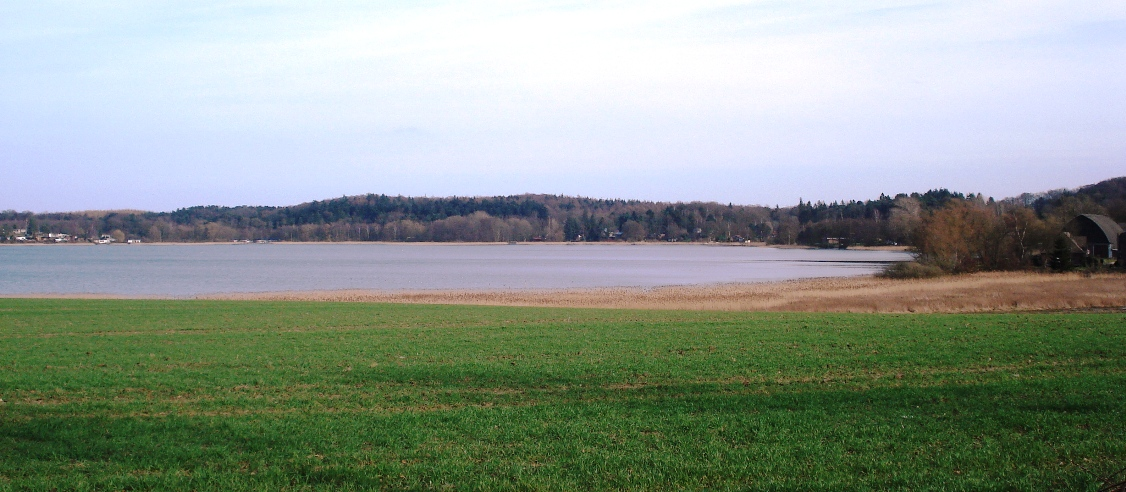

54°01′55″N 10°41′42″E / 54.032°N 10.695°E
大珀尼茨湖（德語：Großer Pönitzer See），是德國的湖泊，位於該國北部石勒蘇益格-荷爾斯泰因州，由東荷爾斯泰因縣負責管轄，長1.4公里、寬1.1公里，面積1.1平方公里，最大水深19米。